# Culpeper
Culpeper es una localidad del condado de Culpeper, Virginia, Estados Unidos. Según el censo de 2000 tenía una población de 9.664 habitantes y una densidad de población de 554.4 hab/km².

## Demografía
Según el censo de 2000, había 9.664 personas, 3.933 hogares y 2.442 familias residiendo en la localidad. La densidad de población era de 554,4 hab./km². Había 4.139 viviendas con una densidad media de 237,5 viviendas/km². El 70,86% de los habitantes eran blancos, el 23,70% afroamericanos, el 0,21% amerindios, el 1,32% asiáticos, el 0,01% isleños del Pacífico, el 1,98% de otras razas y el 1,92% pertenecía a dos o más razas. El 4,55% de la población eran hispanos o latinos de cualquier raza.
Según el censo, de los 3.933 hogares en el 32,3% había menores de 18 años, el 40,8% pertenecía a parejas casadas, el 16,2% tenía a una mujer como cabeza de familia y el 37,9% no eran familias. El 31,3% de los hogares estaba compuesto por un único individuo y el 12,2% pertenecía a alguien mayor de 65 años viviendo solo. El tamaño promedio de los hogares era de 2,39 personas y el de las familias de 2,97.
La población estaba distribuida en un 25,7% de habitantes menores de 18 años, un 10,0% entre 18 y 24 años, un 30,3% de 25 a 44, un 19,0% de 45 a 64 y un 15,0% de 65 años o mayores. La media de edad era 35 años. Por cada 100 mujeres había 87,9 hombres. Por cada 100 mujeres de 18 años o más, había 82,9 hombres.
Los ingresos medios por hogar en la localidad eran de 35.438 dólares ($) y los ingresos medios por familia eran 41.894 $. Los hombres tenían unos ingresos medios de 28.658 $ frente a los 25.252 $ para las mujeres. La renta per cápita para la ciudad era de 16.842 $. El 16,9% de la población y el 13,0% de las familias estaban por debajo del umbral de pobreza. El 20,8% de los menores de 18 años y el 12,1% de los habitantes de 65 años o más vivían por debajo del umbral de pobreza.

## Geografía
Según la Oficina del Censo de los Estados Unidos, Culpeper tiene un área total de 17,5 km² de los cuales 17,4 km² corresponden a tierra firme y 0,1 km² a agua. El porcentaje total de superficie con agua es 0,44%.